# Вітька + Галя, або повість про перше кохання
«Вітька + Галя, або Повість про перше кохання» — автобіографічна гумористична повість українського письменника Валентина Чемериса.
2015 року твір включено до програми з української літератури для 8 класів закладів загальної середньої освіти 

## Історія написання
«Вітька + Галя, або Повість про перше кохання» є одним із ранніх творів митця. Повість автор написав українською, але вона була надрукована спочатку в перекладі російською мовою в Москві, коли Валентин Чемерис закінчував навчатися в Літературному інституті імені Горького.

## Історія твору

Обкладинка видання "Вітька + Галя, або Повість про перше кохання"

В основу твору «Вітька + Галя, або Повість про перше кохання» покладено історію дружби й першого кохання автора. Прототипом образу Вітька Горобця став сам Валентин Чемерис, бо в дитинстві його часто називали «Вально» або «Вітько». Імен друзів письменник також не змінював: Федько і Галя Козачок реальні особи, з яких він писав своїх персонажів.
Твір  складається з двох частин, кожна з яких  у свою чергу поділяється на окремі розділи. Перша називається «Дуель», друга — «Голуба куниця».  На думку Людмили Коваленко, авторки одного з підручників з української літератури для учнів 8 класу слово «повість» у заголовку використано у значенні розповідь, а не як визначення жанру твору, оскільки сюжет однолінійний, події розгортаються впродовж короткого проміжку часу,  кількість персонажів невелика. Повість починається з розповіді про те, що 25 липня 1964 року у селі Великі Чаплі Вітька та Петро Білий будуть стрілятися на дуелі за дівчину – Галю.
Автор активно використовує позасюжетні елементи: інтригуючий заголовок, епіграф, опис, авторські відступи і вставні епізоди.

## Персонажі
Вітька Горобець (14 років) - головний герой твору, прототипом якого став сам автор.
|  | Вітька — високий, худий, з рідким білявим чубчиком — не міг і хвилини спокійно всидіти на місці. Запальний і рвучкий… |

|  | Він вродився балакучий, як сорока, може годинами безугавно тріскотіти. |

|  | Вітька все кружляє й кружляє між вербами. На ньому нові (сині в смужечку) штани й жовті рипучі черевики. Рукава білої сорочки по-парубочому закачані по лікті. На голові — бокс (таки домучив клятий Левонтій!), білявий чубчик непокірно стовбурчиться. |

|  | Хлопцеві так хочеться утнути щось героїчне, щось таке лицарське. Безперечно, на очах у дівчини. Щоб побачила, який він сміливий та відважний. |

Федько Котигорошко (12 років) -  друг Вітька Горобця, який допомагає йому завоювати прихильність коханої дівчини
|  | Маленький, товстий і флегматичний Федько мусив бігати за ним підтюпцем. Цей дванадцятилітній опецьок (якого за смаглявість по-вуличному називали Жучком), здавалося, не ходив, а котився на своїх коротеньких ногах. По-третє, старша Федькова сестра працювала бібліотекаркою в сільському клубі, і Федько змалку мав доступ до тих книжок, яких дітям суворі педагоги не рекомендували давати. Федько вибирав книги на свій смак і ковтав їх десятками. Міг терпляче лежати на одному боці цілий день і ще терплячіше читати семисотсторінковий роман, від обсягу якого у Вітьки йшов мороз по спині. І хоч часто Федько не розумів прочитаного, але це не відбивало в нього охоти до читання. Особливо багато читав Котигорошко про кохання і вважав себе в цім ділі знавцем-теоретиком. |

|  | Федько знову був Федьком: флегматичним, спокійним, добродушним і вайлуватим. |

|                   | Що в мене на думці, те в тебе на язиці. Чистісінький тобі Вольф Мессінг! |
| — Вітька Горобець |                                                                          |

Галя Козачок - дівчинка, в яку закоханий головний герой.
|                   | Яка ж вона гарна!.. Куди він раніше дивився, куди?.. О сліпець!.. О великий сліпець!.. І добре, що хоч вчасно прозрів! |
| — Вітька Горобець | |

|  | Раптом Вітька оторопіло застиг на місці: з бічної вулички, широко усміхаючись, прямо на них ішла Галя Козачок. Ні, вона не йшла, а наче аж пливла, ледь торкаючись землі стрункими ногами в білих черевичках та гордо несучи маленьку голівку з товстою косою. |

|  | Ніби сонце вкотилося до сарая. На порозі з’явилася Галя Козачок. |

Петро Білий -антагоніст головного героя.
|  | Боягуз він нікчемний, а не Петро! Хвастун заячий! Та зроду-віку не повірю, щоб Галя його покохала! |

## Проблематика твору
Дружба (Вітька-Федько)
Кохання (Вітька-Галя)
Зрада (Вітька-Петро)

## Видання
Написаний української твір «Вітька + Галя, або Повість про перше кохання» вперше було видано російською мовою.
1968 року видано Дніпропетровським видавництвом "Промінь" у складі збірника Операція «Земфіра» 
1973 року знову друкується російською у складі авторського збірника «Сватовство по телефону»
1975 року твір було надрукували в німецькому журналі під назвою «Зиґзаґи дивного кохання».
1978 року твір увійшов до у збірки «На порядку денному: весела повість, гуморески», яка  вийшла у київському видавництві "Дніпро".
За часів незалежності України твір перевидавався:
2015 року -  видавництво «Портфель» надрукувала твір окремим виданням за виданням збірника «На порядку денному: весела повість, гуморески» 1978 року.
2018 року - «Вітька + Галя, або Повість про перше кохання». Казочка; худож. О. М. Демченко. — Львів: Апріорі, 2018: кольор. іл. — 2500 экз. ISBN 9786176294412